# チームXII 2nd Stage「代号XII」
チームXII 2nd Stage「代号XII」は、SNH48チームXIIの2nd公演である。チームXII初のオリジナル公演である。

## 公演内容

### 曲目
本編
1. overture
（作曲・編曲：尾澤拓実、歌：TAZ）
全SNH48公演共通である。
2. XII say hi
（XII say hi、作詞：張鵬鵬、作曲：都志文、編曲：都志文）
3. 最初の美しいことに出会う
（遇见最初的美好、作詞：立志、作曲：鴨毛、編曲：郭偉聰）
4. 守護者
（守护者、作詞：張鵬鵬、作曲：姜帆、編曲：謝維）
5. Time Machine
（Time Machine、作詞：張鵬鵬、作曲：鴨毛、編曲：謝維）
6. 彼女と彼女は
（她和她、作詞：謝夢瓊、作曲：鴨毛、編曲：謝維）
7. Love Letter
（Love Letter、作詞：鴨毛、作曲：鴨毛、編曲：楊任銜）
8. キスの練習曲
（初吻练习曲、作詞：謝夢瓊、作曲：鴨毛、編曲：謝維）
9. できない
（都不会、作詞：謝夢瓊、作曲：鴨毛、編曲：謝維）
10. 自と思って
（自以为、作詞：謝夢瓊、作曲：姜帆、編曲：郭偉聰）
11. Shower Girl
（Shower Girl、作詞：謝夢瓊、作曲：鴨毛、編曲：楊任銜）
12. AI進化
（AI进化、作詞：張鵬鵬、作曲：鴨毛、編曲：謝維）
13. 心拍頻度
（心跳频率、作詞：立志、作曲：姜帆、編曲：謝維）
14. 成人の礼
（成人礼、作詞：張鵬鵬、作曲：姜帆、編曲：謝維）

アンコール
1. 夢コード
（梦想代码、作詞：鴨毛、作曲：鴨毛、編曲：郭偉聰）
2. Girl Smile
（Girl Smile、作詞：張鵬鵬、作曲：姜帆、編曲：小王子）
3. 未来の私たちに
（给未来的我们、作詞：張鵬鵬、作曲：鴨毛、編曲：楊任銜）

## SNH48 チームXII 2nd Stage「代号XII」公演
公演期間
2016年12月23日 - 2017年6月9日
出演メンバー
陳音・陳韞凌・費沁源・洪珮雲・姜杉・蔣舒婷・李佳恩・呂夢瑩・劉増艶・潘瑛琪・宋雨珊・嚴佼君・於佳怡・張文静・張怡・鄒佳佳・サポートメンバー

ユニット曲担当
- 彼女と彼女は（陳音、劉増艶）
- Love Letter（嚴佼君）
- キスの練習曲（費沁源、於佳怡、張文静、鄒佳佳）
- できない（洪珮雲、李佳恩、宋雨珊）
- 自と思って（張怡、陳韞凌、姜杉、呂夢瑩、潘瑛琪、蔣舒婷）

## SNH48 チームXII 2.5nd Stage「代号XII 2.0」公演

### 曲目
本編
1. overture
（作曲・編曲：尾澤拓実、歌：TAZ）
全SNH48公演共通である。
2. XII say hi
（'XII say hi、作詞：張鵬鵬、作曲：都志文、編曲：都志文）
3. 最初の美しいことに出会う
（遇见最初的美好、作詞：立志、作曲：鴨毛、編曲：郭偉聰）
4. 守護者（新しい編曲）
（守护者（新編曲）、作詞：張鵬鵬、作曲：姜帆、編曲：謝維）
5. 熱情復活
（热情复活、作詞：謝夢瓊、作曲：鴨毛、編曲：郭偉聰）
6. 彼女と彼女は
（她和她、作詞：謝夢瓊、作曲：鴨毛、編曲：謝維）
7. パーフェクト過積載
（完美超载、作詞：小7、作曲：SHIMA、編曲：SHIMA）
8. Love Letter
（Love Letter、作詞：鴨毛、作曲：鴨毛、編曲：楊任銜）
9. キスの練習曲
（初吻练习曲、作詞：謝夢瓊、作曲：鴨毛、編曲：謝維）
10. 自と思って
（自以为、作詞：謝夢瓊、作曲：姜帆、編曲：郭偉聰）
11. 人間のルール
（人间规则、作詞：甘世佳、作曲：SHIMA、編曲：SHIMA）
12. Shower Girl
（Shower Girl、作詞：謝夢瓊、作曲：鴨毛、編曲：楊任銜）
13. 心拍頻度
（心跳频率、作詞：立志、作曲：姜帆、編曲：謝維）
14. 成人の礼（新しい編曲）
（成人礼（新編曲）、作詞：張鵬鵬、作曲：姜帆、編曲：謝維）

アンコール
1. 夢コード
（梦想代码、作詞：鴨毛、作曲：鴨毛、編曲：郭偉聰）
2. Girl Smile（新しい編曲）
（Girl Smile（新編曲）、作詞：張鵬鵬、作曲：姜帆、編曲：小王子）
3. 未来の私たちに
（给未来的我们、作詞：張鵬鵬、作曲：鴨毛、編曲：楊任銜）

### 概要
公演期間
2017年6月16日 -
出演メンバー
陶波爾・洪珮雲・姜杉・蔣舒婷・李佳恩・呂夢瑩・劉増艶・潘瑛琪・宋雨珊・嚴佼君・於佳怡・張文静・張怡・曾曉雯

ユニット曲担当
- 彼女と彼女は（李佳恩、劉増艶）
- パーフェクト過積載（張怡、呂夢瑩、蔣舒婷）
- Love Letter（嚴佼君）
- キスの練習曲（劉増艶、於佳怡、張文静、陶波爾）
- 自と思って（曾曉雯、姜杉、潘瑛琪）
- 人間のルール（洪珮雲、李佳恩、宋雨珊）

## GNZ48 チームZ 2nd Stage「代號・林和西」公演

### 曲目
本編
1. overture
（作曲・編曲：尾澤拓実、歌：不詳）
全GNZ48公演共通である。
2. 中泰 say hi
（中泰 say hi、作詞：張鵬鵬、作曲：都志文、編曲：都志文）
3. 最初の美しいことに出会う
（遇见最初的美好、作詞：立志、作曲：鴨毛、編曲：郭偉聰）
4. 守護者
（守护者、作詞：張鵬鵬、作曲：姜帆、編曲：梁名億）
5. Time Machine（粤語ver.）
（Time Machine（粤語ver.）、作詞：三本目、作曲：鴨毛、編曲：謝維）
6. 彼女と彼女は
（她和她、作詞：謝夢瓊、作曲：鴨毛、編曲：謝維）
7. Love Letter
（Love Letter、作詞：鴨毛、作曲：鴨毛、編曲：楊任銜）
8. キスの練習曲
（初吻练习曲、作詞：謝夢瓊、作曲：鴨毛、編曲：謝維）
9. できない
（都不会、作詞：謝夢瓊、作曲：鴨毛、編曲：謝維）
10. 自と思って（粤語ver.）
（自以为（粤語ver.）、作詞：三本目、作曲：姜帆、編曲：郭偉聰）
11. Shower Girl
（Shower Girl、作詞：謝夢瓊、作曲：鴨毛、編曲：楊任銜）
12. 天河夢時代
（天河梦时代、作詞：慕容玖夜、作曲：華月、編曲：錦言）
13. 心拍頻度
（心跳频率、作詞：立志、作曲：姜帆、編曲：謝維）
14. 成人の礼
（成人礼、作詞：張鵬鵬、作曲：姜帆、編曲：謝維）

アンコール
1. 夢コード（粤語ver.）
（梦想代码（粤語ver.）、作詞：三本目、作曲：姜帆、編曲：郭偉聰）
2. 中泰 Smile
（中泰 Smile、作詞：三本目、作曲：姜帆、編曲：小王子）
3. 未来の私たちに
（给未来的我们、作詞：張鵬鵬、作曲：鴨毛、編曲：楊任銜）

### 概要
公演期間
2017年9月15日 - 2017年12月31日
出演メンバー
杜秋霖・劉嘉怡・農燕萍・王偲越・陳梓熒・楊可璐・賴俊亦・龍亦瑞・陳桂君・張秋怡・王炯義・王秭歆・王翠菲・楊媛媛・趙欣雨・代玲・サポートメンバー

ユニット曲担当
- 彼女と彼女は（杜秋霖、劉嘉怡）
- Love Letter（農燕萍）
- キスの練習曲（王偲越、陳梓熒、楊可璐、賴俊亦）
- できない（龍亦瑞、陳桂君、張秋怡）
- 自と思って（粤語ver.）（王炯義、王翠菲、王秭歆、楊媛媛、趙欣雨、代玲）